# Betula pumila
Betula pumila là một loài thực vật có hoa trong họ Betulaceae. Loài này được L. mô tả khoa học đầu tiên năm 1767.

## Hình ảnh

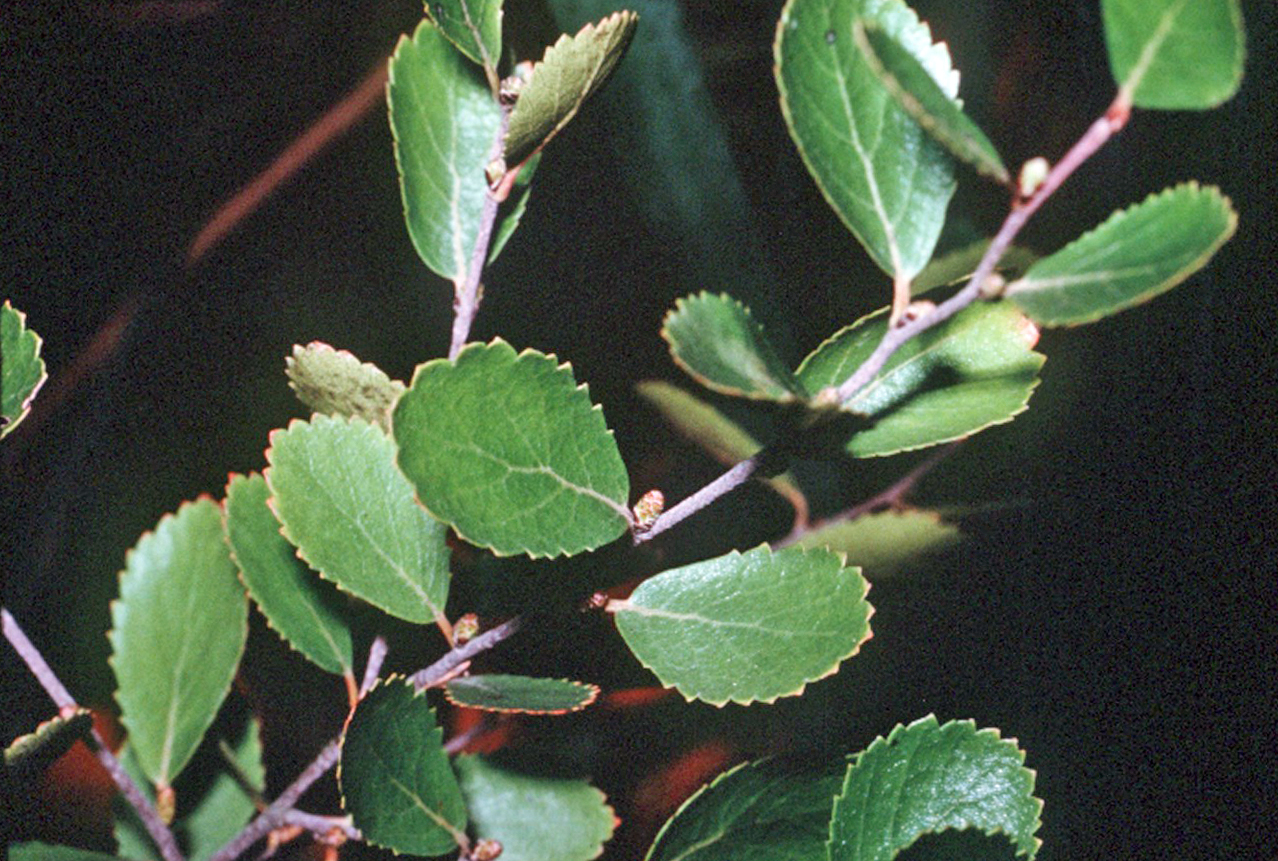
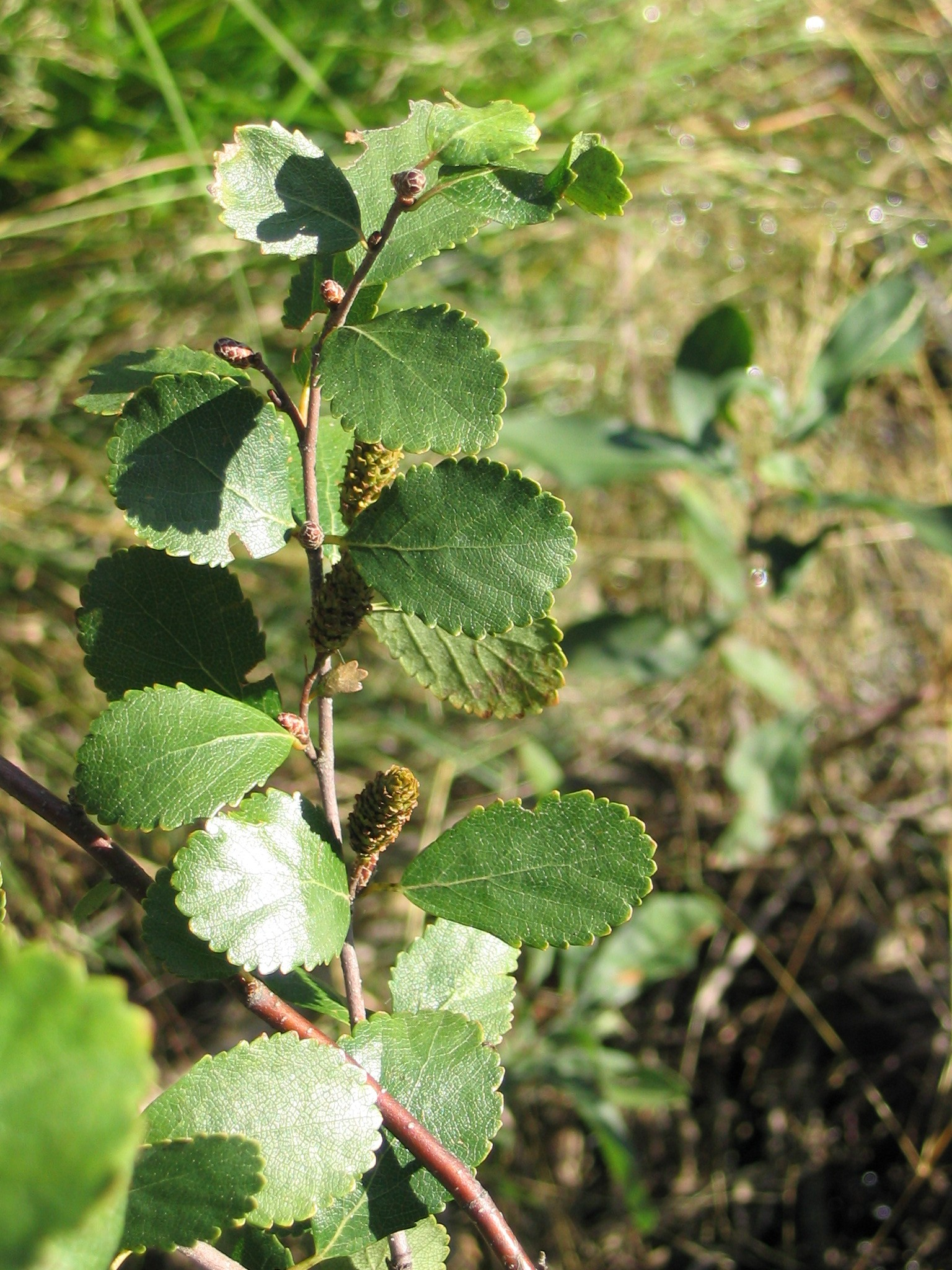
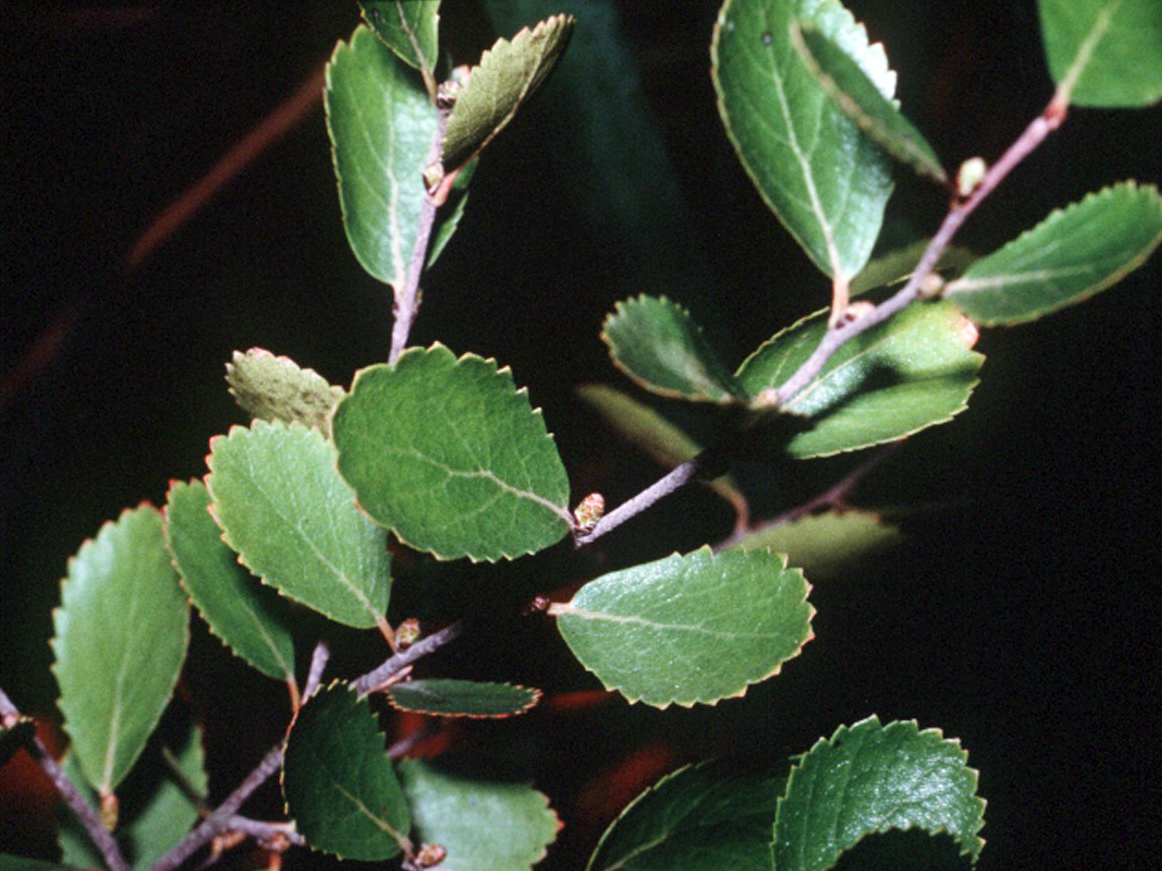